# Магьоснически свят
Магьосническият свят (на английски: Wizarding World), по-рано известен като Магьосническият свят на Дж. К. Роулинг (на английски: J. K. Rowling's Wizarding World), e фентъзи медиен франчайз и сподолена измислена вселена, съсредоточена върху поредица от филми, базирани на поредицата от романи Хари Потър от Джоан Роулинг. Филмите са в производство от 2000 г., като през това време са създадени десет филма – осем от тях са адаптации на романите Хари Потър, а три са част от поредицата Фантастични животни. Филмите са собственост на компанията Уорнър Брос Пикчърс, която е и техен разпространител, а други три филма са в различни етапи на производство. Поредицата събира общо над 9,2 милиарда щатски долара в световния боксофис, което я прави четвъртия най-печеливш филмов франчайз след Киновселената на Марвел, Междузвездни войни и Спайдър-Мен.
Дейвид Хеймън и неговата компания Хейдей Филмс продуцират всеки филм от поредицата Магьоснически свят. Крис Кълъмбъс и Марк Радклиф са продуценти на Хари Потър и Затворникът от Азкабан. Дейвид Барън започва да продуцира поредицата през 2007 г. с Хари Потър и Орденът на феникса, като работата му приключва с Хари Потър и Даровете на Смъртта – част 2 през 2011 г., а Роулинг продуцира последните два филма за Хари Потър. Хеймън, Роулинг, Стив Клоувс и Лионел Уигръм продуцират и първите два филма от поредицата Фантастични животни. Сценариите и режисурите са дело на различни личности, а актьорските състави са съставени от стотици актьори. Много от актьорите, включително Даниел Радклиф, Рупърт Гринт, Ема Уотсън и Том Фелтън, участват във всички филми за Хари Потър. За всеки от филмите са издадени албуми, съдържащи саундтраците. Франчайзингът включва сценична продукция (Хари Потър и Прокълнатото дете), дигитална платформа (Потърмор), игри за смартфони и тематични увеселителни паркове в целия свят (напр. Магьосническият свят на Хари Потър в Орландо).
Първият филм от Магьосническия свят е Хари Потър и Философският камък, последван от седем продължения, като се започне с първото Хари Потър и Стаята на тайните от 2002 г. и завърши с Хари Потър и Даровете на Смъртта – част 2 от 2011 г., близо десет години след излизането на първия филм. Фантастични животни и къде да ги намерим (2016) е първият филм от предисторията и разклонение Фантастични животни. Продължението, озаглавено Фантастични животни: Престъпленията на Гринделвалд, е от 16 ноември 2018 г. Три филма към същата поредица са в различни етапи на производство. Премиерата на третия филм е планирана е на 15 април 2022 г.
Правата върху франчайза са собственост на Дж. К. Роулинг (издателски и театрални права), Pottermore и Уорнър Брос Ентъртеймънт (филмови права).

## Поредица филми „Хари Потър“
| Филм                                     | Премиера        | Режисьор       | Сценарист         | Продуцент(и)                                 |
| ---------------------------------------- | --------------- | -------------- | ----------------- | -------------------------------------------- |
| Хари Потър и Философският камък          | 16 ноември 2001 | Крис Кълъмбъс  | Стив Клоувс       | Дейвид Хейман                                |
| Хари Потър и Стаята на тайните           | 15 ноември 2002 | Крис Кълъмбъс  | Стив Клоувс       | Дейвид Хейман                                |
| Хари Потър и Затворникът от Азкабан      | 31 май 2004     | Алфонсо Куарон | Стив Клоувс       | Дейвид Хейман, Крис Кълъмбъс и Марк Радклиф  |
| Хари Потър и Огненият бокал              | 18 ноември 2005 | Майк Нюел      | Стив Клоувс       | Дейвид Хейман                                |
| Хари Потър и Орденът на феникса          | 11 юли 2007     | Дейвид Йейтс   | Майкъл Голденбърг | Дейвид Хейман и Дейвид Барън                 |
| Хари Потър и Нечистокръвния принц        | 15 юли 2009     | Дейвид Йейтс   | Стив Клоувс       | Дейвид Хейман и Дейвид Барън                 |
| Хари Потър и Даровете на Смъртта: част 1 | 19 ноември 2010 | Дейвид Йейтс   | Стив Клоувс       | Дейвид Хейман, Дейвид Барън и Дж. К. Роулинг |
| Хари Потър и Даровете на Смъртта: част 2 | 15 юли 2011     | Дейвид Йейтс   | Стив Клоувс       | Дейвид Хейман, Дейвид Барън и Дж. К. Роулинг |

### Хари Потър и Философският камък(2001)
Хари Потър, на пръв поглед единадесетгодишно момче, всъщност е магьосник, оцелял след опита на Лорд Волдемор да се възкачи на власт. Хари е спасен от Рубиъс Хагрид от злите му родини – чичо Върнън, леля Петуния и братовчед му Дъдли, и заема своето място на ученик в училището за магия и вълшебство Хогуортс, където той и приятелите му Рон Уизли и Хърмаяни Грейнджър се заплитат в мистерията около Философския камък, който се пази в рамките на училището.
През октомври 1998 г. Уорнър Брос закупува правата върху първите четири романа от фентъзи поредицата за Хари Потър от писателката Дж. К. Роулинг срещу седемцифрена сума, след направена стъпка към преговори от страна на продуцента Дейвид Хеймън. Уорнър Брос обръща специално внимание на желанията и мислите на Роулинг относно филмите при изготвянето на договора ѝ. Едно от основните ѝ изисквания е сцените да бъдат заснети във Великобритания с изцяло английски актьорски състав, което обикновено се спазва. На 8 август 2000 г. неизвестният Даниел Радклиф, Рупърт Гринт и Ема Уотсън са избрани да изиграят съответно Хари Потър, Рон Уизли и Хърмаяни Грейнджър. Крис Кълъмбъс е нает да режисира филмовата адаптация на Философския камък, а Стив Клоувс е избран да напише сценария. Снимките започват на 29 септември 2000 г. в киностудиото Leavesden и приключват на 23 март 2001 г., като окончателната работа завършва през месец юли. Същинският снимачен период започва на 2 октомври 2000 г. на жп гарата в Северен Йоркшър. Първоначално Уорнър Брос планира да пусне филма на 4 юли 2001 г., но впоследствие идеята е отхвърлена. Окончателната премиера на Хари Потър и Философският камък е на 16 ноември 2001 г.

### Хари Потър и Стаята на тайните(2002)
Хари, Рон и Хърмаяни се връщат за втората си година в Хогуортс, но мистериозна стая, скрита в училището, се отваря, оставяйки вкаменени от неизвестен извършител ученици и призраци. Тримата трябва да открият нейния вход и да победят истинския извършител.
Кълъмбъс и Клоувс са съответно режисьор и сценарист на филмовата адаптация на Стаята на тайните. На 19 ноември 2001 г., само три дни след премиерата на първия филм, започват снимките на втория в Съри, Англия, като продължават на различни локации на остров Ман и Великобритания. Във филмовото студио Leavesden са заснети няколко сцени в Хогуортс. Същинският снимачен период завършва през лятото на 2002 г. До началото на октомври е постпродукционният период на филма. Премиерата на Хари Потър и Стаята на тайните във Великобритания е на 3 ноември 2002 г., а световната – на 15 ноември, една година след Философския камък.

### Хари Потър и Затворникът от Азкабан(2004)
Мистериозният затворник Сириус Блек бяга от Азкабан и се отправя към Хогуортс, който е охраняван от диментори, които да защитят Хари и неговите съученици. Хари научава повече за миналото си и за връзката му с избягалия затворник.
Кълъмбъс, режисьорът на първите два филма, решава да не се връща начело на третата част, но остава в екипа като продуцент заедно с Хеймън. От Уорнър Брос съставят списък с имена на трима режисьори – Кейли Кури, Кенет Брана (изиграл ролата на Гилдрой Локхарт в Стаята на тайните) и Алфонсо Куарон. Първоначално Куарон изпитва известни притеснения да приеме работата, тъй като не е запознат с историята – не е чел книгите, нито е гледал предните два филма, но по-късно подписва договор, след като прочита поредицата от книги и се свързва с историята за магьосника. Майкъл Гамбън заменя Ричард Харис, който изпълнява ролата на Албус Дъмбълдор в първите два филма, след смъртта на Харис през 2002 г. Гамбън не се интересува от подобряването на персонажа или копиране на изпълнението на Харис, вместо това представя собствена интерпретация на образа, изпълзвайки включително лек ирландски акцент за ролята. Майкъл Гамбън завършва сцените си за три седмици. През февруари 2003 г. е решено ключовата роля на избягалия затворник Сириус Блек да бъде поверена на Гари Олдман. Снимачният период започва на 24 февруари 2003 г. във филмовото студио Leavesden и завършва през октомври същата година. Премиерата на Хари Потър и Затворникът от Азкабан е на 23 май 2004 г. в Ню Йорк. Лентата е издадена във Великобритания на 31 май, а в САЩ – на 4 юни. Това е първият филм от поредицата, излязъл както в обикновените кино салони, така и в IMAX кината.

### Хари Потър и Огненият бокал(2005)
След Световното първенство по куидич Хари се връща в Хогуортс и се озовава записан за Тримагическия турнир, предизвикателно състезание, включващо спаравянето с три изключително опасни задачи. Хари е принуден да се състезава с други трима магьосници, избрани от Огнения бокал – Фльор Делакор, Виктор Крум и Седрик Дигъри.
През август 2003 г. британският филмов режисьор Майк Нюел е избран да режисира филма, след като режисьорът на Затворникът от Азкабан Алфонсо Куарон обявява, че няма да режисира продължението. Хейман и Клоувс отново са съответно продуцент и сценарист на лентата. Снимачният период започва на 4 май 2004 г. Сцените, в които участват главните герои, започват да се снимат от 25 юни 2004 г. във филмовото студио Leavesden в Лондон. Хари Потър и Огненият бокал е представен премиерно на 6 ноември 2005 г. в Лондон, а на 18 ноември – във Великобритания и САЩ. Огненият бокал е първият филм от поредицата, получил PG-13 рейтинг от MPAA заради „фантастично насилие и плашещи образи“ M от Австралийския съвет за класификация (ACB), и 12А от Британския съвет за филмова класификация (BBFC) за тъмните теми, фантастично насилие, заплаха и плашещи образи.

### Хари Потър и Орденът на феникса(2007)
Хари се връща за петата си година в Хогуортс и открива, че магьосническият свят отказва да повярва в завръщането на Волдемор. Той взема нещата в свои ръце и създава тайна организация, която да се изправи срещу режима на „върховния инквизитор“ на Хогуортс Долорес Ъмбридж, както и да получи практически знания по предмета „Защита срещу черните изкуства“ за предстоящата битка.
През май 2005 г. Даниел Радклиф потвърждава, че ще се върне в поредицата, влизайки за пети път в образа на Хари Потър, а през ноември същата година потвърждение дават и Рупърт Гринт, Ема Уотсън, Матю Луис (Невил Лонгботъм) и Бони Райт (Джини Уизли). През февруари 2006 г. Хелън Маккрори е представена за ролята на Белатрикс Лестранж, но отпада от актьорския състав заради бременността си. През май 2006 г. е обявено, че ролята е поверена на Хелена Бонам Картър. Ралф Файнс отново влиза в ролята на Лорд Волдемор. Английският телевизионен режисьор Дейвид Йейтс е избран да режисира филма, след като режисьора на Огненият бокал Майк Нюъл, а също и режисьорите Жан-Пиер Жене, Гийермо дел Торо, Матю Вон и Мира Наир отказват предложението. Тъй като Клоувс, сценарист на първите четири филма за Хари Потър, има други ангажименти, сценарият пише Майкъл Голденбърг, който е смятан за сценарист на първия филм. Снимачният период започва на 7 февруари 2006 г. и приключва в началото на декември същата година. Снимките са поставени в двумесечна пауза от началото на май 2006 г., тъй като актьорите Даниел Радклиф и Ема Уотсън се явяват на образователни изпити в обучението си. Лентата се снима на различни открити локации в Англия и Шотландия, а също и във филмовото студио Leavesden в Лондон. Световната премиера на Хари Потър и Орденът на феникса е на 28 юни 2007 г. в Токио, премиерата му във Великобритания е на 3 юли 2007 г. на площад Одеон Лестър в Лондон, като на 12 юли е в цялата страна, а на 11 юли е в САЩ.

### Хари Потър и Нечистокръвния принц(2009)
Волдемор и неговите последователи – смъртожадните, засилват терора си върху световете на магьосниците и мъгълите. Тъй като има голяма нужда от стария си приятел Хорас Слъгхорн, директорът Албус Дъмбълдор го убеждава да се върне на предишната си длъжност на учител в Хогуортс. По време на часа по отвари със Слъгхорн Хари намира овехтял училищен учебник, собственост на „Нечистокръвния принц“.
През юли 2007 г. е обявено, че Йейтс ще бъде режисьор на филма. Клоувс се връща в продукцията като сценарист, а Хейман и Дейвид Барън – като продуценти. Ема Уотсън смята, че няма да може да се върне в продукцията, но в крайна сметка подписва договора, след като Уорнър Брос премества производствения график, съобразявайки се с изпитите на актрисата. Снимачният период започва на 24 септември 2007 г. и приключва на 17 май 2008 г. Въпреки че Радклиф, Гамбън и Джим Броудбент (Слъгхорн) започват снимките на своите сцени в края на септември 2007 г., други членове на актьорския състав започват работа много по-късно – Уотсън започва едва през декември същата година, Алън Рикман (Сивиръс Снейп) – през януари 2008 г., а Бонъм Картър – през февруари 2008 г. Премиерата на Хари Потър и Нечистокръвния принц е на 6 юли 2009 г. в Токио, а във Великобритания и САЩ – на 15 юли.

### Хари Потър и Даровете на Смъртта – част 1(2010)
Хари, Рон и Хърмаяни оставят Хогуортс зад себе си и тръгват да открият и унищожат тайната на Лорд Волдемор за безсмъртието му – хоркруксите. Триото преминава през дълго пътуване, изпълнено с множество препятствия, включително смъртожадни и търсачи, за да открият Даровете на Смъртта, а връзката между ума на Хари с този на Лорд Волдемор става все по-силна.
Първоначалното намерение е продукцията да бъде в едно издание, но на 13 март 2008 г. Уорнър Брос обявява, че филмовата адаптация на Даровете на Смъртта ще бъде разделена в две части, за да се отдаде дължимото на книгата и от уважение към феновете. Потвърдено е, че Йейтс ще бъде режисьор, а Клоувс – сценарист. За първи път Роулинг е кредитирана като продуцент заедно с Хейман и Барън, но Йейтс отбелязва, че участието ѝ в процеса по създаване на филмите не се е променило. Препродукцията започва на 26 януари 2009 г., а снимачният период от 19 февруари във филмовото студио Leavesden, в което са заснети предишните шест части. Студио Pinewood е второто студио за снимки на седмия филм.

### Хари Потър и Даровете на Смъртта – част 2(2011)
Хари, Рон и Хърмаяни продължават търсенето, за да намерят и унищожат останалите хоркрукси, Хари се подготвя за последната битка срещу Волдемор.
Филмът е обявен през март 2008 г. като Хари Потър и Даровете на Смъртта – част 2, втората от двете филмови адаптации на последния роман от поредицата за Хари Потър. Потвърдено е, че Йейтс и Клоувс ще работят съответно като режисьор и сценарист. Стив Клоувс започва да пише сценария на втората част през април 2009 г., веднага след като сценарият на първата част е завършен. Филмът Даровете на Смъртта – част 2 е заснет заедно с Даровете на Смъртта – част 1 от 19 февруари 2009 г. до 12 юни 2010 г. и се обработва така сякаш е един филм по време на снимачния период. Снимките във финала на поредицата и сцените на епилога започват през зимата на 2010 г. на лондонската жп гара Кингс Крос. Заснемането се състои във филмовите студия на Leavesden на 21 декември 2010 г., като бележи края на поредицата за Хари Потър след десет години на заснемане.
Световната премиера на филма е на 7 юли 2011 г. на площад Трафалгар в Лондон, премиерата му в САЩ е на 11 юли в Линкълн Център в Ню Йорк. Въпреки че е заснет в 2D, филмът е преобразуван в 3D в постпродукцията и е разпространяван както в RealD 3D, така и в IMAX 3D, така става първият филм от поредицата, пуснат в този формат. Премиерата на филма във Великобритания и САЩ е на 15 юли 2011 г.

## Поредица филми „Фантастични животни“
| Филм                                               | Премиера        | Режисьор     | Сценарист(и)                 | Продуценти                                                           | Етап    |
| -------------------------------------------------- | --------------- | ------------ | ---------------------------- | -------------------------------------------------------------------- | ------- |
| Фантастични животни и къде да ги намерим           | 18 ноември 2016 | Дейвид Йейтс | Дж. К. Роулинг               | Дейвид Хемън, Дж. К. Роулинг, Стив Клоувс и Лионел Уиграм            | Издаден |
| Фантастични животни: Престъпленията на Гринделвалд | 16 ноември 2018 | Дейвид Йейтс | Дж. К. Роулинг               | Дейвид Хемън, Дж. К. Роулинг, Стив Клоувс и Лионел Уиграм            | Издаден |
| Фантастични животни: Тайните на Дъмбълдор          | 15 април 2022   | Дейвид Йейтс | Дж. К. Роулинг и Стив Клоувс | Дейвед Хеймън, Дж. К. Роулинг, Стив Клоувс, Лионел Уиграм и Тим Луис | Издаден |

### Фантастични животни и къде да ги намерим(2016)
През 1926 г. Нют Скамандър пристига в Ню Йорк със своето магическо разширено куфарче, в което се намират редица опасни създания и техните меостообитания. Когато някои същества бягат от куфарчето, Нют трябва да се бори, за да поправи грешката си, и ужасите от последващото увеличение на насилието, страха и напрежението, които се усещат между магьосническия и мъгълския (немагьосническия) свят.
На 12 септември 2013 г. Уорнър Брос обявява, че Дж. К. Роулинг пише сценарий, базиран на книгата си Фантастични животни и къде да ги намерим от измисления автор Нют Скамандър, като събитията във филма са поставени седемдесет години преди приключенията на Хари Потър. Филмът бележи дебюта на Роулинг като сценарист, и е планиран да е първият от нова поредица. Роулинг споделя, че след като Уорнър Брос предлага да се направи филмова адаптация, тя написва груб проект на сценария за дванадесет дни. Тя казва: „Това не беше голяма чернова, а просто показва формата на това как може да изглежда. Така започна всичко“. През март 2014 г. е разкрито, че новата поредица ще се състои от три филма, като действието в първия ще бъде в Ню Йорк. Във филма се завръщат продуцентът Дейвид Хеймън и сценаристът Стив Клоувс, ветерани от поредицата за Хари Потър. През юни 2015 г. е обявено, че ролята на Нют Скамандър ще се изпълнява от Еди Редмейн, виден магизоолог от света на магьосниците. Други членове на актьорския състав са: Катрин Уотърстън като Тина Голдстийн, Алисън Судол като Куини Голдстийн, Дан Фоглър като Джейкъб Ковалски, Езра Милър като Кридънс Барбон, Саманта Мортън като Мери Лу Барбон, Джен Мъри като Частити Барбон, Фейт Ууд-Благров като Модести Барбон и Колин Фарел като Пърсивал Грейвс. Снимачният период започва на 17 август 2015 г. в студиото на Уорнър Брос Leavesden. След два месеца продукцията се премества в залата Сейнт Джордж в Ливърпул, която е трансформирана в Ню Йорк от 1920-те години. Световната премиера на Фантастични животни и къде да ги намерим е на 18 ноември 2016 г.

### Фантастични животни: Престъпленията на Гринделвалд(2018)
Изминават няколко месеца от събитията във Фантастични животни и къде да ги намерим. Гелърт Гринделвалд бяга от затвора и започва да събира последователи за своята кауза – издигане на магьосниците над всички немагически същества. Албус Дъмбълдор трябва да потърси помощ от бившия си ученик Нют, за да спре Гринелвалд.
Филмът е обявен през март 2014 г., като втора част от поредицата. През октомври 2016 г. е обявено, че режисьорът на филма ще бъде Дейвид Йейтс, а сценарист и ко-продуцент – Дж. К. Роулинг, Редмейн ще изиграе Нют във всички части на поредицата. През декември 2016 г. е потвърдено, че Джони Деп ще играе ролята на Гринделвалд в продължението. По-късно същия месец е обявено, че Албус Дъмбълдор ще се появява в продълженията, макар и игран от по-млад актьор за предисторията на Хари Потър. През април 2017 г. е потвърдено, че Джуд Лоу е включен към актьорския състав, изпълнявайки ролята на Дъмбълдор. Действието във филма се развива в Ню Йорк, Великобритания и Париж. Снимачният период започва на 3 юли 2017 г. във филмовото студио на Уорнър Брос Leavesden и приключва на 20 декември 2017 г. Световната премиера на Фантастични животни: Престъпленията на Гринделвалд е на 16 ноември 2018 г.

### Фантастични животни: Тайните на Дъмбълдор(2022)
В третия филм от франчайза главният герой Нют Скамандър и приятелите му се завръщат за поредното приключенско пътешествие, опитвайки се да победят маниакалния Гелърт Гринделвалд. Първоначално филмът е планиран да излезе на 20 ноември 2020 г., но датата е сменена заради Дюн, нова филмова адаптация по едноименния роман на Франк Хърбърт. Първоначално е планирано снимките да започнат през юли 2019 г., но стартират в края на същата година, за да се даде повече време за обработка на сценария и планирането на бъдещето на поредицата. Премиерната дата на Фантастични животни 3 е насрочена за 12 ноември 2021 г. През 2018 г. в своя Туитър акаунт Дж. К. Роулинг обещава, че третият филм ще даде отговори на въпросите, останали нерешени от първите два филма. През октомври 2019 г. Дан Фоглър съобщава, че снимачният период ще започне през февруари 2020 г. През ноември 2019 г. е обявено, че сценарият е написан от Дж. К. Роулинг и Стив Клоувс, който отстъства от първите два филма. Действието в третия филм се развива през 1930-те години в Рио де Жанейро. На 16 март 2020 г., в същия ден, в който трябва да започнат снимките, пандемията от COVID-19 подтиква Уорнър Брос да отложи производството на Фантастични животни 3.

### Други продължения
През октомври 2016 г. Роулинг обявява, че филмовата поредица Фантастични животни ще се състои от пет филма. През ноември 2016 г. Роулинг потвърждава, че историята ще съдържа поредица от събития, случили се в периода 1926 – 1945 г.
През ноември 2022 г. е съобщено, че Уорнър Брос Дискавъри не планира активно продължение филмовата поредица или разработването на филми, свързани с франчайза.

## Телевизия

### Сериал
През януари 2021 г. е съобщено, че Уорнър Брос преглежда предложения за телевизионен сериал, чието действие се развива в Магьосническия свят, който ще бъде излъчен по Ейч Би О Макс. През май 2022 г. са разпространени докладите за обявената среща между главния изпълнителен директор на Уорнър Брос Дискавъри Дейвид Заслав и Дж. К. Роулинг в тяхната дискусия за бъдещи проекти, които се развиват в Магьосническия свят.
На 12 април 2023 г. Уорнър Брос Дискавъри обявява нов телевизионен сериал за „Хари Потър“ на пресконференция за тяхната наскоро ребрандирана стрийминг услуга Макс, явяващ се рестартиране на франчайза, като всеки сезон ще разказва историята на отделна книга от поредицата. Сериалът се явява рестартиране на франчайза, като всеки сезон се явява адаптация на съответна книга, и ще се произвежда в продължение на десет години. Дж. К. Роулинг се присъединява към продукцията като изпълнителен продуцент, като заявява, че „очаква с нетърпение да бъде част от тази нова адаптация, която ще позволи степен на дълбочина и детайлност, които се предоставят само в дълги телевизионни сериали“. Началото на поредицата е насрочено за 2026 г. На 25 юни 2024 г. е обявено, че сериалът е преместен от Макс към Ейч Би О. На 26 юни 2024 г. е съобщено, че Франческа Гардинър е шоурънър на сериала, Марк Майлъд – режисьор и изпълнителен продуцент, а Дейвид Хейман, който продуцира филмовата поредица, за изпълнителен продуцент.

### Специални предавания
На 28 ноември 2021 г. е излъчено по Ти Би Ес и Картун Нетуърк специалното предаване Хари Потър: Турнир на домовете в „Хогуортс“ като част от честванията на 20-тата годишнина на първия филм. Предаването представлява викторина, като фенове, разпределени в четирите дома на „Хогуортс“, се състезават, за да спечелят Купата на домовете. Предаването е водено от Хелън Мирън. Специално участие вземат някои от актьорите от филмовата поредица – Том Фелтън, Саймън Фишър–Бекер, Шърли Хендерсън, Люк Янгблъд, Пийт Дейвидсън и Джей Лено.
Много членове от оригиналния актьорски състав се събират отново в документалния филм Хари Потър 20-годишнината - Завръщане в Хогуортс, специална ретроспективна програма на Ейч Би О Макс, за да отпразнуват 20-ата годишнина на Философският камък, който е излъчен на 1 януари 2022 г.
На 14 ноември 2024 г. стартира сладкарското телевизионно състезание Хари Потър: Сладкарски магьосници.

## Пиеса
През декември 2013 г. Дж. К. Роулинг обявява, че работи върху пиеса, базирана на Хари Потър, а през юни 2015 г. е съобщено заглавието ѝ – Хари Потър и Прокълнатото дете (на английски: Harry Potter and the Cursed Child). Пиесата, състояща се от две части, написана от английския драматург Джак Торн, е базирана на оригинална история от Торн, Джон Тифани и Роулинг. Постанковката е режисирана от Тифани, с хореография от Стивън Хогет, сценография от Кристин Джоунс, дизайн на костюми от Катрина Линдсей, осветление от Нийл Остин, музика от Имоджън Хип и звукови ефекти от Гарет Фрай. Историята започва деветнадесет години след събитията в Даровете на Смъртта. Хари Потър е служител в Министерството на магията, а на по-малкия му син Албус Сивиръс Потър предстои първата година в Хогуортс. На 20 декември 2015 г. е обявено, че Джейми Паркър, Нома Думезуени и Пол Торнли ще играят съответно Хари Потър, Хърмаяни Грейнджър и Рон Уизли. Пиесата дебютира в театър „Палас“ в Лондон на 7 юни 2016 г., а официалната премиера е на 30 юли същата година. Сценарият е издаден в книжно тяло ден след световната премиера на пиесата. Пиесата е представена на Бродуей в театър „Лирик“ на 22 април 2018 г.

## Саундтракове
| Заглавие                                                                            | Премиера         | Продължителност | Композитор          | Издател                         |
| ----------------------------------------------------------------------------------- | ---------------- | --------------- | ------------------- | ------------------------------- |
| Хари Потър и Философският камък (оригинален саундтрак към филма)                    | 30 октомври 2001 | 73:35           | Джон Уилямс         | Warner Sunset Nonesuch Атлантик |
| Хари Потър и Стаята на тайните (оригинален саундтрак към филма)                     | 12 ноември 2002  | 70:08           | Джон Уилямс         | Warner Sunset Nonesuch Атлантик |
| Хари Потър и Затворникът от Азкабан (оригинален саундтрак към филма)                | 25 май 2004      | 68:37           | Джон Уилямс         | Warner Sunset Nonesuch Атлантик |
| Хари Потър и Огненият бокал (оригинален саундтрак към филма)                        | 15 ноември 2005  | 75:58           | Патрик Дойл         | Warner Sunset                   |
| Хари Потър и Орденът на феникса (оригинален саундтрак към филма)                    | 10 юли 2007      | 52:22           | Никълъс Хупър       | Warner Sunset                   |
| Хари Потър и Нечистокръвния принц (оригинален саундтрак към филма)                  | 14 юли 2009      | 62:40           | Никълъс Хупър       | New Line Records                |
| Хари Потър и Даровете на Смъртта – част 1 (оригинален саундтрак към филма)          | 16 ноември 2010  | 73:38           | Александър Деспла   | WaterTower Music                |
| Хари Потър и Даровете на Смъртта – част 2 (оригинален саундтрак към филма)          | 12 юли 2011      | 68:26           | Александър Деспла   | WaterTower Music                |
| Фантастични животни и къде да ги намерим (оригинален саундтрак към филма)           | 18 ноември 2016  | 72:00           | Джеймс Нютън Хауърд | WaterTower Music                |
| Фантастични животни: Престъпленията на Гринделвалд (оригинален саундтрак към филма) | 9 ноември 2018   | 77:17           | Джеймс Нютън Хауърд | WaterTower Music                |
| Фантастични животни: Тайните на Дъмбълдор (оригинален саундтрак към филма)          | 8 април 2022     | 110:14          | Джеймс Нютън Хауърд | WaterTower Music                |

## Рецепция

### Боксофис
Към 2018 г. първите десет филма от франчайза Магьоснически свят събират общо над 9,2 милиарда щатски долара в глобалния боксофис, което го превръща в третия най-мащабен филмов франчайз за всички времена след филмите от Киновселената на Марвел и Междузвездни войни. Всичките десет филма имат голям търговски успех – с печалби над 790 млн. щ.д. за продукция, а Затворникът от Азкабан и Фантастични животни в определен момент се класират сред десетте филма с най-голям ръст за всички времена. Филмовата поредица Хари Потър печели над 7,7 млрд. щ.д. от продажба на билети, генерирала е и поне 3,5 млрд. щ.д. приходи от домашно видео, като общият приход възлиза на над 11 млрд. щ.д. След коригиране заради инфлацията всеки филм от поредицата Хари Потър получава над 1 млрд. щ.д.
Даровете на Смъртта – част 2 събира над 1,3 млрд. щ.д., привръщайки се в третия филм с най-голяма брутна печалба за всички времена, филм с най-голяма брутна печалба от франчайза Магьоснически свят и филм с най-голяма брутна печалба за 2011 г. В САЩ и Канада лентата поставя рекорд, печелейки над 91 млн. щ.д. и 169 млн. щ.д. Философският камък и Огненият бокал са също филми с най-голяма печалба за 2001 и 2005 г., докато Стаята на тайните, Затворникът от Азкабан, Орденът на феникса и Нечистокръвния принц заемат второ място за филми с най-големи приходи за 2002, 2004, 2007 и 2009 г. Даровете на Смъртта – част 1 е третият филм с най-големи приходи за 2010 г. (след Играта на играчките 3 и Алиса в Страната на чудесата), Фантастични животни е осмият филм с най-големи приходи за 2016 г., а Престъпленията на Гринделвалд е десетият филм с най-големи приходи за 2018 г.
| Филм                                               | Премиера                    | Боксофис                    | Боксофис                    | Боксофис                    | Класиране за всички времена | Класиране за всички времена | Бюджет                      | Изт.                        |
| Филм                                               | Премиера                    | САЩ & Канада                | Други територии             | Световен                    | САЩ & Канада                | Световно                    | Бюджет                      | Изт.                        |
| Филмова поредица Хари Потър                        | Филмова поредица Хари Потър | Филмова поредица Хари Потър | Филмова поредица Хари Потър | Филмова поредица Хари Потър | Филмова поредица Хари Потър | Филмова поредица Хари Потър | Филмова поредица Хари Потър | Филмова поредица Хари Потър |
| -------------------------------------------------- | --------------------------- | --------------------------- | --------------------------- | --------------------------- | --------------------------- | --------------------------- | --------------------------- | --------------------------- |
| Хари Потър и Философският камък                    | 16 ноември 2001             | 318 087 620 щ.д.            | 659 999 992 щ.д.            | 978 087 613 щ.д.            | 65                          | 40                          | 125 млн. щ.д.               | [ 167 ]                     |
| Хари Потър и Стаята на тайните                     | 15 ноември 2002             | 262 450 136 щ.д.            | 617 015 457 щ.д.            | 879 465 594 щ.д.            | 104                         | 57                          | 100 млн. щ.д.               | [ 168 ]                     |
| Хари Потър и Затворникът от Азкабан                | 4 юни 2004                  | 249 975 996 щ.д.            | 546 117 805 щ.д.            | 796 093 802 щ.д.            | 121                         | 79                          | 130 млн. щ.д.               | [ 169 ]                     |
| Хари Потър и Огненият бокал                        | 18 ноември 2005             | 290 417 905 щ.д.            | 605 928 323 щ.д.            | 896 346 229 щ.д.            | 90                          | 52                          | 150 млн. щ.д.               | [ 170 ]                     |
| Хари Потър и Орденът на феникса                    | 11 юли 2007                 | 292 353 413 щ.д.            | 649 691 096 щ.д.            | 942 044 510 щ.д.            | 86                          | 50                          | 150 млн. щ.д.               | [ 171 ]                     |
| Хари Потър и Нечистокръвния принц                  | 15 юли 2009                 | 302 305 431 щ.д.            | 632 020 964 щ.д.            | 934 326 396 щ.д.            | 78                          | 49                          | 250 млн. щ.д.               | [ 172 ]                     |
| Хари Потър и Даровете на Смъртта – част 1          | 19 ноември 2010             | 296 347 721 щ.д.            | 680 572 381 щ.д.            | 976 920 103 щ.д.            | 81                          | 50                          | 125 млн. щ.д.               | [ 173 ]                     |
| Хари Потър и Даровете на Смъртта – част 2          | 15 юли 2011                 | 381 409 310 щ.д.            | 960 523 087 щ.д.            | 1 342 932 398 щ.д.          | 35                          | 12                          | 125 млн. щ.д.               | [ 174 ]                     |
| Филмова поредица Фантастични животни               |                             |                             |                             |                             |                             |                             |                             |                             |
| Фантастични животни и къде да ги намерим           | 18 ноември 2016             | 234 037 575 щ.д.            | 580 000 000 щ.д.            | 814 037 575 щ.д.            | 140                         | 76                          | 175 млн. щ.д.               | [ 175 ]                     |
| Фантастични животни: Престъпленията на Гринделвалд | 16 ноември 2018             | 160 555 901 щ.д.            | 495 100 000 щ.д.            | 655 655 901 щ.д.            | 321                         | 127                         | 200 млн. щ.д.               | [ 176 ]                     |
| Фантастични животни: Тайните на Дъмбълдор          | 15 април 2022               | 95 845 511 щ.д.             | 309 310 490 щ.д.            | 405 156 001 щ.д.            | 814                         | 330                         | 200 млн. щ.д.               | [ 176 ]                     |
| Общо                                               | Общо                        | 2 884 082 474 щ.д.          | 6 777 892 748 щ.д.          | 9 661 975 230 щ.д.          | 5                           | 4                           | 1 730 000 000 щ.д.          | [ 177 ] [ 178 ]             |

### Критичен и обществен отзвук
Всички филми имат успех в търговски и критичен план, което прави франчайза една от най-успешните холивудски поредици, редом с Джеймс Бонд, Междузвездни войни, Индиана Джоунс, Властелинът на пръстените и Карибски пирати. За поредицата Хари Потър публиката забелязва, че филмите стават по-зрели с излизането на всеки следващ.
| Филм                                               | Rotten Tomatoes             | Metacritic                  | CinemaScore                 |
| Филмова поредица Хари Потър                        | Филмова поредица Хари Потър | Филмова поредица Хари Потър | Филмова поредица Хари Потър |
| -------------------------------------------------- | --------------------------- | --------------------------- | --------------------------- |
| Хари Потър и Философският камък                    | 81% (199 отзива)            | 64 (36 отзива)              | A                           |
| Хари Потър и Стаята на тайните                     | 83% (236 отзива)            | 63 (35 отзива)              | A+                          |
| Хари Потър и Затворникът от Азкабан                | 90% (258 отзива)            | 82 (40 отзива)              | A                           |
| Хари Потър и Огненият бокал                        | 88% (254 отзива)            | 81 (38 отзива)              | A                           |
| Хари Потър и Орденът на феникса                    | 77% (256 отзива)            | 71 (37 отзива)              | A−                          |
| Хари Потър и Нечистокръвния принц                  | 83% (277 отзива)            | 78 (36 отзива)              | A−                          |
| Хари Потър и Даровете на Смъртта – част 1          | 77% (285 отзива)            | 65 (42 отзива)              | A                           |
| Хари Потър и Даровете на Смъртта – част 2          | 96% (329 отзива)            | 87 (41 отзива)              | A                           |
| Филмова поредица Фантастични животни               |                             |                             |                             |
| Фантастични животни и къде да ги намерим           | 74% (336 отзива)            | 66 (50 отзива)              | A                           |
| Фантастични животни: Престъпленията на Гринделвалд | 36% (314 отзива)            | 52 (48 отзива)              | B+                          |
| Фантастични животни: Тайните на Дъмбълдор          | 46% (248 отзива)            | 47 (49 отзива)              | B+                          |

### Награди и номинации

#### Награди на Академията на САЩ
Общо за 14 награди Оскар са номинирани седем от десетте филма от франчайза. Фантастични животни и къде да ги намерим печели в категорията за най-добри костюми през 2017 г., превръщайки се в първия филм от Магьосническия свят, спечелил награда на Академията. Преди наградата през 2017 г. франчайзът има 12 номинации и нито една награда, като това го превръща в най-пренебрегваната поредица за всички времена.
| Филм                         | Най-добри костюми | Най-добра сценография | Най-добра музика | Най-добри визуални ефекти | Най-добро операторско майсторство | Най-добър грим |
| ---------------------------- | ----------------- | --------------------- | ---------------- | ------------------------- | --------------------------------- | -------------- |
| Философският камък           | Номиниран         | Номиниран             | Номиниран        |                           |                                   |                |
| Затворникът от Азкабан       |                   |                       | Номиниран        | Номиниран                 |                                   |                |
| Огненият бокал               |                   | Номиниран             |                  |                           |                                   |                |
| Нечистокръвния принц         |                   |                       |                  |                           | Номиниран                         |                |
| Даровете на Смъртта – част 1 |                   | Номиниран             |                  | Номиниран                 |                                   |                |
| Даровете на Смъртта – част 2 |                   | Номиниран             |                  | Номиниран                 |                                   | Номиниран      |
| Фантастични животни          | Печели            | Номиниран             |                  |                           |                                   |                |

### Награди на БАФТА
Филмите от Магьосническия свят получават 32 номинации на БАФТА и печелят 3. На 64-тата церемония през 2011 г. Роулинг, продуцентите Хеймън и Барън и режисьорите Йейтс, Нюел и Куарон печелят наградата за изключителен английски принос в киното в чест на филмовата поредица Хари Потър. Дейвид Йейтс печели награда Британия за режисурата на последните четири филма от поредицата Хари Потър.
| Филм                          | Най-добър английски филм | Най-добър актьор в поддържаща роля | Най-добри костюми | Най-добра сценография | Най-добър грим и прическа | Най-добра музика | Най-добри визуални ефекти |
| ----------------------------- | ------------------------ | ---------------------------------- | ----------------- | --------------------- | ------------------------- | ---------------- | ------------------------- |
| Философският камък            | Номиниран                | Номиниран (Роби Колтрейн)          | Номиниран         | Номиниран             | Номиниран                 | Номиниран        | Номиниран                 |
| Стаята на тайните             |                          |                                    |                   | Номиниран             |                           | Номиниран        | Номиниран                 |
| Затворникът от Азкабан        | Номиниран                |                                    |                   | Номиниран             | Номиниран                 |                  | Номиниран                 |
| Огненият бокал                |                          |                                    |                   | Печели                | Номиниран                 |                  | Номиниран                 |
| Орденът на феникса            |                          |                                    |                   | Номиниран             |                           |                  | Номиниран                 |
| Нечистокръвния принц          |                          |                                    |                   | Номиниран             |                           |                  | Номиниран                 |
| Даровете на Смъртта – част 1  |                          |                                    |                   |                       | Номиниран                 |                  | Номиниран                 |
| Даровете на Смъртта – част 2  |                          |                                    |                   | Номиниран             | Номиниран                 | Номиниран        | Печели                    |
| Фантастични животни           | Номиниран                |                                    | Номиниран         | Печели                |                           | Номиниран        | Номиниран                 |
| Престъпленията на Гринделвалд |                          |                                    |                   | Номиниран             |                           |                  | Номиниран                 |

### Награди Грами
Франчайзът получава 6 номинации от наградите Грами, всички за поредицата Хари Потър.
| Филм                         | Най-добра музика за визуално изкуство | Най-добра инструментална композиция |
| ---------------------------- | ------------------------------------- | ----------------------------------- |
| Философският камък           | Номиниран                             | Номиниран                           |
| Стаята на тайните            | Номиниран                             |                                     |
| Затворникът от Азкабан       | Номиниран                             |                                     |
| Нечистокръвния принц         | Номиниран                             |                                     |
| Даровете на Смъртта – част 2 | Номиниран                             |                                     |